# Fitzwilliam Virginal Book
Het Fitzwilliam Virginal Book is de omvangrijkste collectie met Engelse muziek voor klavecimbel (of virginaal) uit de late 16e- en vroege 17e eeuw. Vermoedelijk werd het handschrift door de componist Francis Tregian (1574-1619) samengesteld.
Over de oorsprong van het handschrift is weinig bekend. Of Francis Tregian werkelijk de samensteller is, blijft omstreden. In ieder geval kon het romantische verhaal dat hij de muziek tijdens zijn gevangenschap in de Tower geschreven zou hebben als geschiedvervalsing ontmaskerd worden. Ook de these dat de verzameling voor koningin Elizabeth I bedoeld was, kan niet staande gehouden worden. In de 18e eeuw kwam het manuscript in het bezit van de Duits-Engelse componist Johann Christoph Pepusch (1667-1752). In 1762 verwierf de muziekuitgever Robert Bremner (1713-1789) uit Edinburgh het voor 10 guinea. Richard FitzWilliam (1745–1816), kocht het manuscript van Brenner en schonk het aan het door hem in 1816 opgerichte Fitzwilliam Museum in Cambridge, waar het zich tot op heden bevindt.
Het Fitzwilliam Virginal Book bevat 297 stukken van uiteenlopende aard, zoals Airs, Variaties, Fantasieën, Toccata's, Pavanes, Galliardes, Allemandes en Courantes, op 220 folia. Bij veel stukken wordt de componist vermeld; de meest voorkomenden zijn William Byrd, John Bull en Giles Farnaby, maar vrijwel alle ons bekende virginalisten zijn in de collectie vertegenwoordigd. Voor enkelen van hen is dit de enige of belangrijkste bron voor hun muziek. Vier composities zijn van Jan Pieterszoon Sweelinck.

## Uitvoeringen
Allerlei stukken uit de verzameling zijn door verschillende instrumentalisten opgenomen. De eerste integrale opname, op 15 CDs, is tussen 2010 en 2019 uitgevoerd door klavecinist Pieter-Jan Belder voor het label Brilliant Classics. 

## Bladmuziekuitgaven
Een volledige uitgave van de bladmuziek, verzorgd door J.A. Fuller Maitland en W. Barclay Squire en oorspronkelijk gepubliceerd door Breitkopf & Härtel (1899), is (als herdrukken) nog steeds verkrijgbaar.
Naar aanleiding van Belders integrale opname is een volledig herziene uitgave van de bladmuziek tot stand gekomen, uitgegeven door Lyrebird Music (2019).